# American Hockey League 1988-1989
La stagione 1988-1989 è stata la 53ª edizione della American Hockey League, la più importante lega minore nordamericana di hockey su ghiaccio. Vennero aboliti dopo due anni gli overtime e si ritornò ad assegnare un punto per il pareggio. La stagione vide al via quattordici formazioni e al termine dei playoff gli Adirondack Red Wings conquistarono la loro terza Calder Cup sconfiggendo i New Haven Nighthawks 4-1.

## Modifiche
- I Nova Scotia Oilers si trasferirono a Sydney prendendo il nome di Cape Breton Oilers.
- I Fredericton Express si trasferirono ad Halifax prendendo il nome di Halifax Citadels.

## Stagione regolare

### Classifiche
North Division
|  | Pos. | Squadra              | Pt  | G  | V  | S  | N  | GF  | GS  | DR  |
|  | ---- | -------------------- | --- | -- | -- | -- | -- | --- | --- | --- |
|  | 1.   | Sherbrooke Canadiens | 103 | 80 | 47 | 24 | 9  | 348 | 261 | +87 |
|  | 2.   | Halifax Citadels     | 92  | 80 | 42 | 30 | 8  | 345 | 300 | +45 |
|  | 3.   | Moncton Hawks        | 83  | 80 | 37 | 34 | 9  | 320 | 313 | +7  |
|  | 4.   | New Haven Nighthawks | 80  | 80 | 35 | 35 | 10 | 325 | 309 | +16 |
|  | 5.   | Maine Mariners       | 72  | 80 | 32 | 40 | 8  | 262 | 317 | -55 |
|  | 6.   | Springfield Indians  | 68  | 80 | 32 | 44 | 4  | 287 | 341 | -54 |
|  | 7.   | Cape Breton Oilers   | 60  | 80 | 27 | 47 | 6  | 308 | 388 | -80 |

South Division
|  | Pos. | Squadra             | Pt  | G  | V  | S  | N  | GF  | GS  | DR  |
|  | ---- | ------------------- | --- | -- | -- | -- | -- | --- | --- | --- |
|  | 1.   | Adirondack R. Wings | 100 | 80 | 47 | 27 | 6  | 369 | 294 | +75 |
|  | 2.   | Hershey Bears       | 90  | 80 | 40 | 30 | 10 | 361 | 309 | +52 |
|  | 3.   | Utica Devils        | 83  | 80 | 37 | 34 | 9  | 309 | 295 | +14 |
|  | 4.   | Newmarket Saints    | 82  | 80 | 38 | 36 | 6  | 339 | 334 | +5  |
|  | 5.   | Rochester Americans | 81  | 80 | 38 | 37 | 5  | 305 | 302 | +3  |
|  | 6.   | Baltimore Skipjacks | 64  | 80 | 30 | 46 | 4  | 317 | 347 | -30 |
|  | 7.   | Binghamton Whalers  | 62  | 80 | 28 | 46 | 6  | 307 | 392 | -85 |

Legenda:

      Ammesse ai Playoff
Note:

Due punti a vittoria, un punto a pareggio, zero a sconfitta.

### Statistiche
Classifica marcatori
| Giocatore       | Squadra              | PG | Gol | Assist | Punti |
| --------------- | -------------------- | -- | --- | ------ | ----- |
| Stéphan Lebeau  | Sherbrooke Canadiens | 78 | 70  | 64     | 134   |
| Murray Eaves    | Adirondack R. Wings  | 80 | 46  | 72     | 118   |
| Benoît Brunet   | Sherbrooke Canadiens | 73 | 41  | 76     | 117   |
| Mike Richard    | Baltimore Skipjacks  | 80 | 44  | 63     | 107   |
| Don Biggs       | Hershey Bears        | 76 | 36  | 67     | 103   |
| Terry Yake      | Binghamton Whalers   | 75 | 39  | 56     | 95    |
| Ken Priestlay   | Rochester Americans  | 64 | 56  | 37     | 93    |
| Hubie McDonough | New Haven Nighthawks | 74 | 37  | 55     | 92    |
| Ron Wilson      | Moncton Hawks        | 80 | 31  | 61     | 92    |
| Brian Dobbin    | Hershey Bears        | 59 | 43  | 48     | 91    |
|                 |                      |    |     |        |       |

Classifica portieri
| Giocatore       | Squadra              | PG | MGS  |  |
| --------------- | -------------------- | -- | ---- |  |
| Randy Exelby    | Sherbrooke Canadiens | 52 | 2.98 |  |
| Sam St. Laurent | Adirondack R. Wings  | 34 | 3.30 |  |
| Chris Terreri   | Utica Devils         | 39 | 3.42 |  |
| Bob Mason       | Halifax Citadels     | 23 | 3.43 |  |
| Ron Tugnutt     | Halifax Citadels     | 24 | 3.46 |  |
| Tom Draper      | Moncton Hawks        | 54 | 3.46 |  |
| Tim Cheveldae   | Adirondack R. Wings  | 30 | 3.47 |  |
| Marc D'Amour    | Hershey Bears        | 39 | 3.51 |  |
| François Gravel | Sherbrooke Canadiens | 33 | 3.51 |  |
| Don Beaupre     | Baltimore Skipjacks  | 30 | 3.57 |  |
|                 |                      |    |      |  |

## Playoff
|  | Primo turno | Primo turno          | Primo turno   |                      |                  | Semifinali           | Semifinali | Semifinali |  |  | Calder Cup | Calder Cup           | Calder Cup |
|  |             |                      |               |                      |                  |                      |            |            |  |  |            |                      |            |
|  | N1          | Sherbrooke Canadiens | 2             |                      |                  |                      |            |            |  |  |            |                      |            |
|  | N4          | New Haven Nighthawks | 4             |                      |                  |                      |            |            |  |  |            |                      |            |
|  | N4          | New Haven Nighthawks | 4             |                      | N4               | New Haven Nighthawks | 4          |            |  |  |            |                      |            |
|  |             |                      |               |                      | N4               | New Haven Nighthawks | 4          |            |  |  |            |                      |            |
|  |             | N3                   | Moncton Hawks | 2                    |                  |                      |            |            |  |  |            |                      |            |
|  | N2          | N3                   | Moncton Hawks | 2                    | Halifax Citadels | 0                    |            |            |  |  |            |                      |            |
|  | N2          |                      |               |                      | Halifax Citadels | 0                    |            |            |  |  |            |                      |            |
|  | N3          | Moncton Hawks        | 4             |                      |                  |                      |            |            |  |  |            |                      |            |
|  |             |                      |               |                      |                  |                      |            |            |  |  | N4         | New Haven Nighthawks | 1          |
|  |             |                      | S1            | Adirondack Red Wings | 4                |                      |            |            |  |  |            |                      |            |
|  | S1          | Adirondack Red Wings | 4             |                      |                  |                      |            |            |  |  |            |                      |            |
|  | S4          | Newmarket Saints     | 1             |                      |                  |                      |            |            |  |  |            |                      |            |
|  | S4          | Newmarket Saints     | 1             |                      | S1               | Adirondack Red Wings | 4          |            |  |  |            |                      |            |
|  |             |                      |               |                      | S1               | Adirondack Red Wings | 4          |            |  |  |            |                      |            |
|  |             | S2                   | Hershey Bears | 3                    |                  |                      |            |            |  |  |            |                      |            |
|  | S2          | S2                   | Hershey Bears | 3                    | Hershey Bears    | 4                    |            |            |  |  |            |                      |            |
|  | S2          |                      |               |                      | Hershey Bears    | 4                    |            |            |  |  |            |                      |            |
|  | S3          | Utica Devils         | 1             |                      |                  |                      |            |            |  |  |            |                      |            |

## Premi AHL
- Calder Cup: Adirondack Red Wings
- F. G. "Teddy" Oke Trophy: Sherbrooke Canadiens
- John D. Chick Trophy: Adirondack Red Wings
- Aldege "Baz" Bastien Memorial Award: Randy Exelby (Sherbrooke Canadiens)
- Dudley "Red" Garrett Memorial Award: Stéphan Lebeau (Sherbrooke Canadiens)
- Eddie Shore Award: Dave Fenyves (Hershey Bears)
- Fred T. Hunt Memorial Award: Murray Eaves (Adirondack Red Wings)
- Harry "Hap" Holmes Memorial Award: Randy Exelby e François Gravel (Sherbrooke Canadiens)
- Jack A. Butterfield Trophy: Sam St. Laurent (Adirondack Red Wings)
- John B. Sollenberger Trophy: Stéphan Lebeau (Sherbrooke Canadiens)
- Les Cunningham Award: Stéphan Lebeau (Sherbrooke Canadiens)
- Louis A. R. Pieri Memorial Award: Tom McVie (Utica Devils)

### Vincitori
| Adirondack Red Wings | Portieri: Tim Cheveldae, Pete Richards, Sam St. Laurent Difensori: Serge Anglehart, Bruce Bell, John Blum, Peter Dineen, Rob Doyle, Dave Korol, John Mokosak, Dean Morton, Yves Racine Attaccanti: Lou Crawford, Murray Eaves, Brent Fedyk, Mike Gober, Adam Graves, Miroslav Ihnačák, Randy McKay, Glenn Merkosky, Joe Murphy, Robbie Nichols, Jean-François Sauvé, Daniel Shank, Dennis Smith Allenatore: Bill Dineen |

### AHL All-Star Team
First All-Star Team
- Attaccanti: Benoît Brunet • Stéphan Lebeau • Brian Dobbin
- Difensori: Dave Fenyves • Paul Boutilier
- Portiere: Randy Exelby

Second All-Star Team
- Attaccanti: Ron Wilson • Murray Eaves • Mike Millar
- Difensori: Sylvain Lefebvre • Claude Julien
- Portiere: Tom Draper